# Ciclismo en los Juegos Olímpicos de Montreal 1976
El ciclismo en los Juegos Olímpicos de Montreal 1976 se realizó en tres instalaciones de la ciudad de Montreal, entre el 18 y el 26 de julio de 1976.
En total se disputaron en este deporte 6 pruebas diferentes (todas en la categoría masculina), repartidas en dos disciplinas ciclistas: 2 pruebas de ruta y 4 de pista. El programa de competiciones vio un cambio en relación con la edición pasada, la prueba de tándem fue eliminada de las competiciones de pista.

## Sedes
- Ciclismo en ruta – Ruta individual: circuito en el Monte Royal con salida y llegada en el bulevar Édouard Montpetit. Contrarreloj por equipos: Carretera Transcanadiense, sección Autoroute 40, con salida y llegada enfrente del centro comercial Fairview Pointe-Claire
- Ciclismo en pista – Velódromo Olímpico

## Medallistas

### Ciclismo en ruta
| Evento                                 | Oro                                                                                                 | Plata                                                                                           | Bronce                                                                         |
| -------------------------------------- | --------------------------------------------------------------------------------------------------- | ----------------------------------------------------------------------------------------------- | ------------------------------------------------------------------------------ |
| Ruta (26 de julio)                     | Bernt Johansson · Suecia · 4:46:52,0                                                                | Giuseppe Martinelli · Italia · 4:47:23,0                                                        | Mieczysław Nowicki · Polonia · 4:47:23,0                                       |
| Contrarreloj por equipos (18 de julio) | Aavo Pikkuus · Valeri Chaplyguin · Anatoli Chukanov · Vladimir Kaminski · Unión Soviética · 2:08:53 | Ryszard Szurkowski · Tadeusz Mytnik · Mieczysław Nowicki · Stanisław Szozda · Polonia · 2:09:13 | Jørn Lund · Verner Blaudzun · Gert Frank · Jørgen Hansen · Dinamarca · 2:12:20 |

### Ciclismo en pista
| Evento                                | Oro                                                                                          | Plata                                                                                           | Bronce                                                                            |
| ------------------------------------- | -------------------------------------------------------------------------------------------- | ----------------------------------------------------------------------------------------------- | --------------------------------------------------------------------------------- |
| Velocidad individual (24 de julio)    | Anton Tkáč · Checoslovaquia                                                                  | Daniel Morelon · Francia                                                                        | Hans-Jürgen Geschke · Alemania Oriental                                           |
| Persecución individual (22 de julio)  | Gregor Braun · Alemania Occidental · 4:47,61                                                 | Herman Ponsteen · Países Bajos · 4:49,72                                                        | Thomas Huschke · Alemania Oriental · 4:52,71                                      |
| Persecución por equipos (24 de julio) | Peter Vonhof · Gregor Braun · Hans Lutz · Günther Schumacher · Alemania Occidental · 4:21,06 | Viktor Sokolov · Vladimir Osokin · Alexandr Perov · Vitali Petrakov · Unión Soviética · 4:27,15 | Ian Hallam · Ian Banbury · Michael Bennett · Robin Croker · Reino Unido · 4:22,41 |
| 1 km contrarreloj (20 de julio)       | Klaus-Jürgen Grünke · Alemania Oriental · 1:05,927                                           | Michel Vaarten · Bélgica · 1:07,516                                                             | Niels Fredborg · Dinamarca · 1:07,617                                             |

## Medallero
| Núm. | País                | Oro | Plata | Bronce | Total |
| ---- | ------------------- | --- | ----- | ------ | ----- |
| 1    | Alemania Occidental | 2   | 0     | 0      | 2     |
| 2    | Unión Soviética     | 1   | 1     | 0      | 2     |
| 3    | Alemania Oriental   | 1   | 0     | 2      | 3     |
| 4    | Checoslovaquia      | 1   | 0     | 0      | 1     |
| 4    | Suecia              | 1   | 0     | 0      | 1     |
| 6    | Polonia             | 0   | 1     | 1      | 2     |
| 7    | Bélgica             | 0   | 1     | 0      | 1     |
| 7    | Francia             | 0   | 1     | 0      | 1     |
| 7    | Italia              | 0   | 1     | 0      | 1     |
| 7    | Países Bajos        | 0   | 1     | 0      | 1     |
| 11   | Dinamarca           | 0   | 0     | 2      | 2     |
| 12   | Reino Unido         | 0   | 0     | 1      | 1     |
|      | TOTAL               | 6   | 6     | 6      | 18    |